# AVNOJ-Beschlüsse
Als AVNOJ-Beschlüsse (korrekter Beschlüsse des AVNOJ-Präsidiums) wird eine Reihe von Verfügungen, Erlassen und Bescheiden bezeichnet, welche die zukünftige staatliche Organisation Jugoslawiens nach Ende der Besatzung durch das Deutsche Reich und dessen Verbündete (Italien, Ungarn und Bulgarien) im Zweiten Weltkrieg betreffen. Benannt wurden sie nach dem Antifaschistischen Rat der Nationalen Befreiung Jugoslawiens (serbokroatisch Antifašističko v(ij)eće narodnog oslobođenja Jugoslavije, abgekürzt AVNOJ). Zur Erinnerung an dessen zweite Tagung Ende November 1943 in Jajce wurde später der 29. November als Staatsfeiertag begangen.

## Entwicklung
Nachdem deutsche und italienische Truppen im Zuge des Balkankrieges 1940–1941 das seit 1929 bestehende Königreich Jugoslawien erobert hatten, wurde das Land unter den Eroberern aufgeteilt: Serbien wurde von deutschen Truppen besetzt und unter militärische Verwaltung gestellt. Slowenien wurde zwischen Italien, dem Deutschen Reich und Ungarn aufgeteilt. Der faschistische Vasallenstaat namens „Unabhängiger Staat Kroatien“ (kroatisch Nezavisna Država Hrvatska) umfasste Kroatien sowie einen Großteil Bosnien-Herzegowinas. Montenegro wurde als „Unabhängiger Staat Montenegro“ zu einem italienischen Vasallenstaat. Mazedonien wurde zwischen Bulgarien und dem italienischen Marionettenstaat Albanien aufgeteilt.
Der AVNOJ war am 26. November 1942 in Bihać als Führungsgremium der am Befreiungskampf gegen die Besatzer Beteiligten (wie den jugoslawischen Partisanen und der Nationalen Befreiungsarmee) gegründet worden. Als AVNOJ-Beschlüsse werden meist mehrere nacheinander von diesem Rat bzw. dessen Präsidium gefasste Beschlüsse und davon abgeleitete Gesetze bezeichnet.

### Beschlüsse vom November 1943
Vom 21. bis zum 29. November 1943 trat der AVNOJ in der bosnischen Stadt Jajce zu seiner zweiten Konferenz zusammen. Teilnehmer waren  Delegierte aus allen Regionen Jugoslawiens.

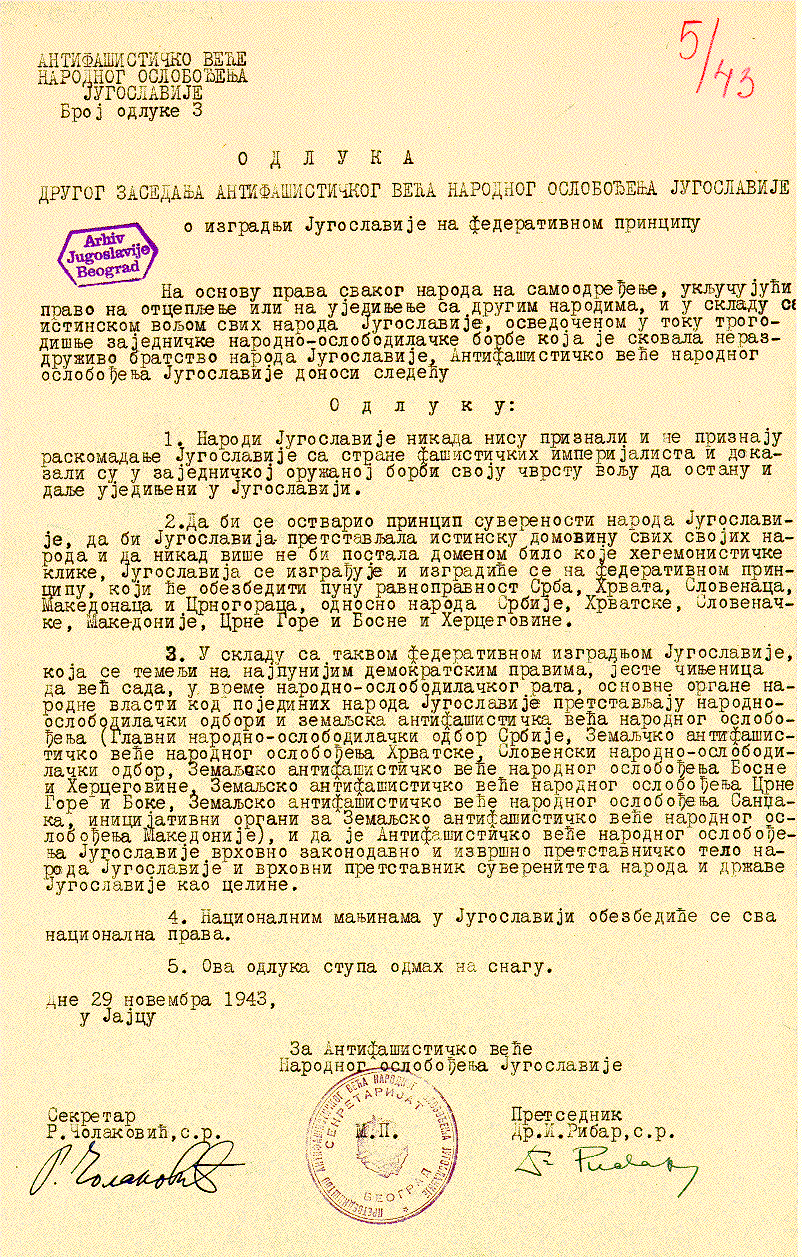
Beschluss der zweiten Sitzung des antifaschistischen Rates der Volksbefreiung Jugoslawiens über die Errichtung Jugoslawiens nach dem föderativen Prinzip, 29. November 1943

In erster Linie traf der kommunistisch dominierte Rat eine Reihe von Entscheidungen zur Zukunft Jugoslawiens nach einer möglichen Befreiung. Der in London tagenden jugoslawischen Exilregierung wurde die Anerkennung entzogen und König Peter II. die Rückkehr verboten. Das Land sollte als föderativer Staat neu aufgebaut werden. Dazu verfügten die Delegierten im Beschluss „Über den Aufbau Jugoslawiens auf dem Föderationsprinzip“ in Präambel und weiteren fünf Artikeln:
- „Auf der Grundlage des Rechts eines jeden Volkes auf Selbstbestimmung, einschließlich des Rechts auf Abtrennung von oder Vereinigung mit anderen Völkern, und im Einklang mit dem wahren Willen aller Völker Jugoslawiens, bekräftigt im Verlaufe des dreijährigen gemeinsamen Volksbefreiungskampfes, der die unerschütterliche Brüderlichkeit der Völker Jugoslawiens geschmiedet hat, beschließt der Antifaschistische Rat der Nationalen Befreiung Jugoslawiens:
- Erstens: Die Völker Jugoslawiens haben niemals anerkannt und anerkennen nicht die Zerstückelung Jugoslawiens seitens der faschistischen Imperialisten und haben im gemeinsamen bewaffneten Kampf ihren festen Willen bewiesen, auch künftig in Jugoslawien vereint zu bleiben.
- Zweitens: Zur Verwirklichung des Prinzips der Souveränität der Völker Jugoslawiens, damit Jugoslawien die wahre Heimat aller seiner Völker verkörpern möge und damit es niemals wieder zur Domäne einer wie auch immer gearteten hegemonistischen Clique werden kann, wird Jugoslawien auf föderativer Grundlage geschaffen und ausgestaltet, die die volle Gleichberechtigung der Serben, Kroaten, Slowenen, Makedonier und Montenegriner bzw. der Völker Serbiens, Kroatiens, Sloweniens, Makedoniens, Montenegros und Bosnien-Herzegowinas gewährleistet.“[1]

Als provisorische Regierung wurde ein Nationalkomitee unter dem Vorsitz von Josip Broz Tito eingerichtet.
Das Königreich Jugoslawien vor dem Zweiten Weltkrieg war durch einen großserbischen Zentralismus geprägt, aber so durch Nationalitätenkonflikte geschwächt, dass schon Prinzregent Paul den Zentralismus nicht mehr hatte aufrechterhalten können. In den Beschlüssen von Jajce wurden daraus Konsequenzen gezogen. Es wurde darauf verzichtet, die verschiedenen Völker zu einem „Volk von Jugoslawen“ zu erklären, und es wurde ein föderalistisches Staatskonzept zugrunde gelegt.
Außerdem wurde die Gründung der Staatlichen Kommission zur Feststellung von Verbrechen der Okkupanten und ihrer Helfer beschlossen.

### Beschlüsse vom November 1944
Am 21. November 1944 verabschiedete das AVNOJ-Präsidium einen „Beschluss über den Übergang von Feindvermögen in das Eigentum des Staates, über staatliche Verwaltung des Vermögens abwesender Personen und die Sequestration des Vermögens, das von den Besatzungsbehörden zwangsveräussert wurde“.

### Die sogenannte „Verfügung von Jajce“
Wissenschaftlich umstritten ist die Bedeutung einer so genannten „Verfügung von Jajce“ (auch: „Jajce-Erlass“ bzw. „Der kleine Jajce-Erlass“). Dieser auch als „Geheimerlass“ beschriebene Text wurde angeblich bereits am 21. November 1943 vom AVNOJ verabschiedet unter dem Titel „Über die Aberkennung der Bürgerrechte“.
Er hat folgenden Inhalt:
- Alle in Jugoslawien lebenden Personen deutscher Volkszugehörigkeit verlieren automatisch die jugoslawische Staatsbürgerschaft und alle bürgerlichen und staatsbürgerlichen Rechte.
- Der gesamte bewegliche und unbewegliche Besitz aller Personen deutscher Volkszugehörigkeit gilt als vom Staat beschlagnahmt und geht automatisch in dessen Eigentum über.
- Personen deutscher Volkszugehörigkeit dürfen weder irgendwelche Rechte beanspruchen oder ausüben noch Gerichte und Institutionen zu ihrem persönlichen oder rechtlichen Schutz anrufen.

Andere Autoren ordnen diesen Text einem „zweiten Beschluss“ auf der Sitzung des AVNOJ-Präsidiums am 21. November 1944 in Belgrad zu, der an diesem Tag etwas früher gefasst worden sein soll als der veröffentlichte „Beschluss über den Übergang von Feindvermögen (…)“. Der Titel dieses geheimen oder jedenfalls nicht im Amtsblatt veröffentlichten angeblichen Beschlusses lautet „Über die Aberkennung der Bürgerrechte“ und damit genau so, wie nach Karner die „Verfügung von Jajce“ vom 21. November 1943 überschrieben ist. Der österreichische Historiker Arnold Suppan gibt den von Karner apostrophierten Text exakt wieder und bezeichnet ihn wie Nećak als „zweiten, nicht veröffentlichten Beschluss des AVNOJ-Präsidiums vom 21. November 1944“. Nach Portmann erlangte die „Phantomverfügung“ von Jajce vom 21. November 1943 (oder der bei Nećak und Suppan so genannte zweite AVNOJ-Erlass vom 21. November 1944) nie Gesetzeskraft. Diese Ansicht werde auch von den slowenischen Historikern Damijan Guštin und Vladimir Prebilić in einer jüngeren Publikation vertreten. Portmann begründet seine Vermutung, warum Karner und Suppan von einem solchen Beschluss ausgehen, mit einer fehlerhaften Interpretation der „Auslegung“ zum bekannten Beschluss des AVNOJ-Präsidiums vom 21. November 1944, die am 8. Juni 1945 im Amtsblatt veröffentlicht wurde.

### Gesetze ab 1945
Am 3. Februar 1945 setzte ein Beschluss des AVNOJ-Präsidiums alle während der Okkupationszeit erlassenen Verordnungen und Gesetze außer Kraft und zog die Vorkriegsgesetze heran, sofern diese nicht mit den Errungenschaften der Volksbefreiungsbewegung in Konflikt standen. Im Zweifelsfall wurde darüber durch die öffentlichen Ankläger entschieden. Damit bildeten die Militärstrafgesetze und das Strafgesetzbuch von 1929 die erste juristische Grundlage zur Abrechnung mit Kollaborateuren und Verrätern. Die Rechtsprechung erfolgte in den von den Besatzern befreiten Gebieten während oder kurz nach dem Krieg durch Mitglieder der Volksbefreiungsausschüsse, später der Volksausschüsse, die nur über unzureichende juristische Kenntnisse verfügten. Der britische Vertreter in Belgrad, William Deakin, berichtete am 7. November 1945, dass nur wenig Bezug zu den Vorkriegsgesetzen bestand. Subsidiär blieb die Vorkriegsgesetzgebung, soweit sie den Zielen des Befreiungskampfes nicht entgegenwirkte, bis zur Bestätigung aller AVNOJ-Beschlüsse am 1. Dezember 1945 durch das erste gewählte Nachkriegsparlament gültig.
Am 6. Februar 1945 wurde der Erlass vom 21. November 1944 in die Gesetzgebung der Republik Jugoslawien übernommen. Er fand auch Eingang in das Konfiszierungsgesetz vom 9. Juni 1945 und in das Gesetz zur Agrarreform vom 23. August 1945.
Das Gesetz über die Wählerlisten vom 10. August 1945 legte fest, dass „Angehörigen der militärischen Formationen der Okkupanten und ihren einheimischen Helfershelfern, welche dauernd und aktiv gegen das Volksbefreiungsheer Jugoslawiens bzw. gegen die jugoslawische Armee oder gegen die Armeen der Bundesgenossen Jugoslawiens kämpften“, das aktive Wahlrecht aberkannt wird.
Im Gründungsstatut der autonomen Provinz Vojvodina, das durch Gesetzerlass des Präsidiums der serbischen Volksvertretung geschaffen wurde (Sluzbeni Glasnik Srbije vom 9. September 1945), garantiert Artikel 4 allen Nationalitäten die volle Gleichberechtigung als Staatsbürger Serbiens mit Ausnahme der deutschen Nationalität. Diese verlor nach Ausfertigung einer authentischen Auslegung am 8. Juni 1945 zum AVNOJ-Präsidiumsbeschluss vom 21. November 1944 sämtliche staatsbürgerlichen Rechte (drzavljanska prava).

### AVNOJ-Beschlüsse bezüglich der deutschen Minderheit
Der AVNOJ-Erlass vom 21. November 1944 regelte die Enteignung und anschließende Konfiszierung des gesamten deutschen Staats- und Privatvermögens. In der späteren gesetzlichen Fassung bezog er sich auch auf die Aberkennung der Bürgerrechte von Personen deutscher Abstammung. Am Tage des Inkrafttretens sollten in das Eigentum des Staates übergehen:
- 1. Sämtliches Vermögen des Deutschen Reiches und seiner Staatsbürger, das sich auf dem Territorium von Jugoslawien befindet.
- 2. Sämtliches Vermögen von Personen deutscher Volkszugehörigkeit außer dem derjenigen Deutschen, die in den Reihen der Nationalen Befreiungsarmee und der Partisaneneinheiten Jugoslawiens gekämpft haben oder Staatsbürger neutraler Staaten sind und sich während der Okkupation nicht feindlich verhielten.
- 3. Sämtliches Vermögen von Kriegsverbrechern und ihren Helfershelfern ohne Rücksicht auf ihre Staatsbürgerschaft und das Vermögen einer jeden Person, die durch Urteil der Zivil- und Militärgerichte zum Vermögensverlust zugunsten des Staates verurteilt wurde.

Dies wurde dann vom AVNOJ per Gesetz vom 8. Juni 1945 wie folgt interpretiert:
- 1. Vom Beschluss des Antifaschistischen Rates der Nationalen Befreiung Jugoslawiens vom 21. November 1944 werden jene jugoslawischen Staatsbürger deutscher Volkszugehörigkeit betroffen, die sich während der Okkupation als Deutsche erklärt oder als solche gegolten haben, ohne Rücksicht darauf, ob sie vor dem Krieg als solche aufgetreten sind oder als assimilierte Kroaten, Slowenen oder Serben gegolten haben.
- 2. Nicht entzogen werden die Bürgerrechte und das Vermögen jener jugoslawischen Staatsbürger deutscher Volkszugehörigkeit, deutscher Abstammung oder mit deutschen Familiennamens:
  - a. welche als Partisanen und Soldaten am nationalen Befreiungskampf teilgenommen hatten oder in der nationalen Befreiungsbewegung aktiv tätig waren;
  - b. welche vor dem Kriege als Kroaten, Slowenen und Serben assimiliert waren und während des Krieges weder dem Kulturbund beigetreten noch als Angehörige der deutschen Volksgruppe aufgetreten sind;
  - c. die es während der Okkupation abgelehnt haben, sich auf Verlangen der Besatzungs- oder Quislingbehörden als Angehörige der deutschen Volksgruppe zu erklären;
  - d. welche (sei es Mann oder Frau) trotz ihrer deutschen Volkszugehörigkeit eine Mischehe mit Personen einer der jugoslawischen Nationalitäten oder mit Personen jüdischer, slowakischer, ukrainischer, madjarischer, rumänischer oder einer sonstigen anerkannten Nationalität geschlossen haben.
- 3. Den Schutz des vorangegangenen Artikels, Punkte a), b), c) und d), genießen jene Personen nicht, welche sich während der Okkupation durch ihr Verhalten gegen den Befreiungskampf der jugoslawischen Völker vergangen haben und Helfer des Okkupanten waren.

In der Batschka und im serbischen Banat wurde der AVNOJ-Beschluss vom 21. November 1944 den Deutschen nicht bekannt gemacht und traf sie unvorbereitet. In Kroatien sind solche Bescheide in zahlreichen Fällen zugestellt worden.